# Discographie de Queen
La discographie de groupe de rock britannique Queen se compose de seize albums studio (dont deux sortis après le décès du chanteur Freddie Mercury en 1991), treize albums Live, une quinzaine de compilations et près de 80 singles. 
Queen sort son premier album en 1973, qui connaît un certain succès dans les pays anglophones. L'année suivante, le titre Killer Queen devient leur premier tube international, mais c'est avec Bohemian Rhapsody, issu de leur quatrième album paru en 1975, A Night at the Opera, que le groupe parvient à se classer n°1 pour la première fois.

Plusieurs de leurs chansons ont ensuite atteint le Top 10 de plusieurs pays, comme You're My Best Friend, Somebody to Love, We Are the Champions, We Will Rock You, Crazy Little Thing Called Love, Another One Bites the Dust, Under Pressure (avec David Bowie), Radio Ga Ga, I Want to Break Free, A Kind of Magic, I Want It All, Innuendo, The Show Must Go On ou encore Heaven for Everyone.
Queen a vendu plus de 300 millions de disques, se classant ainsi parmi les artistes ayant vendu le plus de disques dans le monde.

## Discographie

### Albums studio
| Album                                                                   | Classements                                                            | Classements | Classements | Classements | Classements | Classements | Classements | Classements | Classements | Classements | Classements | Classements | Classements | Classements | Classements | Classements | Certifications                                                  | Ventes mondiales |
| Album                                                                   | É-U                                                                    | CAN         | R-U         | IRL         | FRA         | ESP         | ITA         | SUI         | BE/W        | BE/F        | P-B         | ALL         | AUT         | SUE         | AUS         | N-Z         | Certifications                                                  | Ventes mondiales |
| ----------------------------------------------------------------------- | ---------------------------------------------------------------------- | ----------- | ----------- | ----------- | ----------- | ----------- | ----------- | ----------- | ----------- | ----------- | ----------- | ----------- | ----------- | ----------- | ----------- | ----------- | --------------------------------------------------------------- | ---------------- |
| Queen - Label : EMI                                                     | 83                                                                     | -           | 24          | N/D         | N/D         | N/D         | -           | -           | N/D         | N/D         | -           | -           | -           | -           | 77          | -           | : Or : Or                                                       | 3 150 000        |
| Queen II - Label : EMI                                                  | 49                                                                     | 40          | 5           | N/D         | N/D         | N/D         | -           | -           | N/D         | N/D         | -           | -           | -           | -           | 79          | -           | : Or                                                            | 3 100 000        |
| Sheer Heart Attack - Label : EMI                                        | 12                                                                     | 6           | 2           | N/D         | N/D         | N/D         | -           | -           | N/D         | N/D         | 7           | -           | -           | -           | 19          | -           | : Platine                                                       | 4 250 000        |
| A Night at the Opera - Label : EMI                                      | 4                                                                      | 2           | 1           | N/D         | N/D         | N/D         | 33          | 69          | N/D         | N/D         | 1           | 5           | 9           | 10          | 1           | 1           | : 3x Platine : Platine : Platine : Platine : Or                 | 11 400 000       |
| A Day at the Races - Label : EMI                                        | 5                                                                      | 4           | 1           | N/D         | N/D         | N/D         | -           | -           | N/D         | N/D         | 1           | 10          | 8           | 8           | 8           | 11          | : Platine : Platine : Or : Or                                   | 5 400 000        |
| News of the World - Label : EMI                                         | 3                                                                      | 2           | 4           | N/D         | N/D         | N/D         | -           | -           | N/D         | N/D         | 1           | 7           | 9           | 9           | 8           | 15          | : 4x Platine : 3x Platine : Or : Or : Platine                   | 9 550 000        |
| Jazz - Label : EMI                                                      | 6                                                                      | 13          | 2           | N/D         | N/D         | N/D         | -           | -           | N/D         | N/D         | 3           | 5           | 8           | 6           | 15          | 20          | : Platine : Or : Or : Or                                        | 5 850 000        |
| The Game - Label : EMI                                                  | 1                                                                      | 1           | 1           | N/D         | N/D         | N/D         | 10          | -           | N/D         | N/D         | 1           | 2           | 5           | 7           | 11          | 11          | : 4x Platine : Or : Or                                          | 9 350 000        |
| Flash Gordon - Label : EMI                                              | 23                                                                     | 11          | 10          | N/D         | N/D         | N/D         | -           | -           | N/D         | N/D         | 7           | 2           | 1           | 29          | 29          | -           | : Or                                                            | 3 100 000        |
| Hot Space - Label : EMI                                                 | 22                                                                     | 6           | 4           | N/D         | N/D         | N/D         | 9           | -           | N/D         | N/D         | 1           | 5           | 1           | 4           | 15          | 5           | : Or                                                            | 3 200 000        |
| The Works - Label : EMI                                                 | 23                                                                     | 22          | 2           | N/D         | N/D         | N/D         | 4           | 3           | N/D         | N/D         | 1           | 3           | 2           | 3           | 16          | 9           | : Or : Platine : Platine : Platine                              | 5 150 000        |
| A Kind of Magic - Label : EMI                                           | 46                                                                     | 50          | 1           | N/D         | 6           | N/D         | 13          | 4           | N/D         | N/D         | 2           | 4           | 3           | 9           | 12          | 9           | : Or : 2x Platine : Or : 3x Or                                  | 6 550 000        |
| The Miracle - Label : Parlophone                                        | 24                                                                     | 19          | 1           | N/D         | 11          | 4           | 3           | 1           | N/D         | N/D         | 1           | 1           | 1           | 6           | 4           | 2           | : Platine : Or : Platine : Or                                   | 4 800 000        |
| Innuendo - Label : Parlophone, Hollywood                                | 30                                                                     | 16          | 1           | N/D         | 9           | 3           | 1           | 1           | N/D         | N/D         | 1           | 1           | 2           | 9           | 6           | 6           | : Or : Or : Platine : Platine : Platine                         | 5 900 000        |
| Made in Heaven - Label : Parlophone, Hollywood                          | 58                                                                     | 18          | 1           | N/D         | 2           | 1           | 1           | 1           | 2           | 2           | 1           | 1           | 1           | 1           | 3           | 1           | : Or : Platine : 4x Platine : 2x Platine : 3x Platine : Platine | 9 700 000        |
| The Cosmos Rocks (Queen + Paul Rodgers) - Label : Parlophone, Hollywood | 47                                                                     | -           | 5           | 47          | 28          | 20          | 6           | 5           | 16          | 18          | 8           | 4           | 11          | 24          | 49          | -           | : Argent                                                        | 400 000          |
|                                                                         | Le sigle « N/D » signifie que les classements ne sont pas disponibles. |             |             |             |             |             |             |             |             |             |             |             |             |             |             |             |                                                                 |                  |

### Albums Live
| Album                                                                          | Classements | Classements | Classements | Classements | Classements | Classements | Classements | Classements | Classements | Classements | Classements | Classements | Classements | Classements | Classements | Classements | Certifications                     | Ventes mondiales |
| Album                                                                          | É-U | CAN         | R-U         | IRL         | FRA         | ESP         | ITA         | SUI         | BE/W        | BE/F        | P-B         | ALL         | AUT         | SUE         | AUS         | N-Z         | Certifications                     | Ventes mondiales |
| ------------------------------------------------------------------------------ | --- | ----------- | ----------- | ----------- | ----------- | ----------- | ----------- | ----------- | ----------- | ----------- | ----------- | ----------- | ----------- | ----------- | ----------- | ----------- | ---------------------------------- | ---------------- |
| Live Killers - Label : EMI                                                     | 16 | -           | 3           | N/D         | N/D         | N/D         | -           | 34          | N/D         | N/D         | 9           | 4           | 3           | 15          | 25          | 21          | : 2x Platine : Or : Or             | 4 550 000        |
| Live Magic - Label : EMI                                                       | - | -           | 3           | N/D         | N/D         | N/D         | -           | 26          | N/D         | N/D         | 24          | 15          | 13          | 50          | 13          | 36          | : Platine : Or                     | 3 350 000        |
| At the Beeb - Label : Band of Joy                                              | X | X           | 67          | N/D         | X           | X           | X           | X           | X           | X           | X           | X           | X           | X           | X           | X           |                                    | 350 000          |
| Live at Wembley '86 - Label : Parlophone, Hollywood                            | 53 | -           | 2           | N/D         | 2           | 14          | 2           | 6           | N/D         | N/D         | 12          | 20          | 6           | 29          | 96          | 3           | : Platine : Platine : Platine : Or | 4 350 000        |
| Queen on Fire: Live at the Bowl - Label : Parlophone, Hollywood                | - | -           | 20          | 67          | 75          | 73          | 15          | 52          | 80          | 60          | 74          | 10          | 23          | -           | -           | -           | : Or : Platine                     | 1 000 000        |
| Return of the Champions (Queen + Paul Rodgers) - Label : Parlophone, Hollywood | 84 | -           | 12          | 47          | 80          | 44          | 19          | 42          | 39          | 52          | 19          | 13          | 19          | -           | -           | -           | : Argent                           | 600 000          |
| Queen Rock Montreal - Label : Parlophone, Hollywood                            | - | -           | 20          | 88          | 111         | 35          | 27          | 27          | 62          | 84          | 54          | 17          | 25          | -           | -           | -           |                                    | 550 000          |
| Live in Ukraine (Queen + Paul Rodgers) - Label : Parlophone, Hollywood         | 111 | -           | -           | -           | 171         | 99          | 77          | -           | 82          | 78          | 49          | 43          | 65          | -           | -           | -           |                                    |                  |
| Hungarian Rhapsody: Queen Live in Budapest ’86 - Label : Island, Hollywood     | - | -           | -           | -           | 102         | -           | 29          | -           | 90          | 196         | 44          | 23          | -           | -           | -           | -           |                                    |                  |
| Live at the Rainbow '74 - Label : Virgin EMI, Hollywood                        | 66 | -           | 11          | 54          | 55          | 17          | 15          | 19          | 13          | 22          | 7           | 9           | 12          | -           | -           | -           |                                    | 150 000          |
| A Night at the Odeon - Label : Virgin EMI, Hollywood                           | - | -           | 40          | -           | 118         | 41          | 55          | 31          | 42          | 60          | 28          | 34          | 57          | -           | -           | -           |                                    | 100 000          |
| On Air - Label : Virgin EMI, Hollywood                                         | - | -           | 25          | -           | 96          | 32          | 73          | 84          | 52          | 65          | 47          | 28          | 60          | -           | -           | -           |                                    | 100 000          |
| Live Around the World (Queen + Adam Lambert) - Label : EMI, Hollywood          | 56 | -           | 1           | 22          | 36          | 20          | 23          | 5           | 13          | 14          | 6           | 5           | 6           | -           | 1           | 4           | : Argent                           |                  |
|                                                                                | Le sigle « N/D » signifie que les classements ne sont pas disponibles. Le sigle « X » signifie que l'album n'est pas sorti dans ce pays. |             |             |             |             |             |             |             |             |             |             |             |             |             |             |             |                                    |                  |

### EP
| Album                                                                              | Classements                                                            | Classements | Classements | Classements | Classements | Classements | Classements | Classements | Classements | Classements | Classements | Classements | Classements | Classements | Classements | Classements | Certifications | Ventes mondiales |
| Album                                                                              | É-U                                                                    | CAN         | R-U         | IRL         | FRA         | ESP         | ITA         | SUI         | BE/W        | BE/F        | P-B         | ALL         | AUT         | SUE         | AUS         | N-Z         | Certifications | Ventes mondiales |
| ---------------------------------------------------------------------------------- | ---------------------------------------------------------------------- | ----------- | ----------- | ----------- | ----------- | ----------- | ----------- | ----------- | ----------- | ----------- | ----------- | ----------- | ----------- | ----------- | ----------- | ----------- | -------------- | ---------------- |
| Five Live (avec George Michael et Lisa Stansfield) - Label : Parlophone, Hollywood | 46                                                                     | 32          | 1           | 1           | 12          | 1           | 6           | 6           | N/D         | N/D         | 2           | 8           | 2           | 45          | 17          | 9           | : Or : Or : Or | 2 200 000        |
|                                                                                    | Le sigle « N/D » signifie que les classements ne sont pas disponibles. |             |             |             |             |             |             |             |             |             |             |             |             |             |             |             |                |                  |

### Compilations
| Album                                                   | Classements | Classements | Classements | Classements | Classements | Classements | Classements | Classements | Classements | Classements | Classements | Classements | Classements | Classements | Classements | Classements | Certifications                                                             | Ventes mondiales |
| Album                                                   | É-U | CAN         | R-U         | IRL         | FRA         | ESP         | ITA         | SUI         | BE/W        | BE/F        | P-B         | ALL         | AUT         | SUE         | AUS         | N-Z         | Certifications                                                             | Ventes mondiales |
| ------------------------------------------------------- | --- | ----------- | ----------- | ----------- | ----------- | ----------- | ----------- | ----------- | ----------- | ----------- | ----------- | ----------- | ----------- | ----------- | ----------- | ----------- | -------------------------------------------------------------------------- | ---------------- |
| Greatest Hits - Label : EMI, Elektra                    | 8 | 4           | 1           | N/D         | N/D         | N/D         | 5           | 5           | N/D         | N/D         | 1           | 1           | 1           | 21          | 3           | 1           | : 9x Platine : 3x Platine : 23x Platine : 2x Platine : 7x Or : 15x Platine | 25 550 000       |
| Greatest Hits II - Label : EMI/Parlophone, Hollywood    | X | X           | 1           | N/D         | 1           | N/D         | 1           | 1           | N/D         | N/D         | 1           | 2           | 1           | 2           | 4           | 1           | : 13x Platine : Diamant : 9x Or : 8x Platine                               | 19 000 000       |
| Classic Queen - Label : Hollywood                       | 4 | 1           | X           | X           | X           | X           | X           | X           | X           | X           | X           | X           | X           | X           | X           | X           | : 3x Platine : 5x Platine                                                  | 4 600 000        |
| The Best I - Label : EMI/Parlophone                     | X | X           | X           | X           | 3           | X           | X           | X           | 50          | X           | X           | X           | X           | X           | X           | X           | : 2x Or                                                                    | 300 000          |
| The Best II - Label : EMI/Parlophone                    | X | X           | X           | X           | -           | X           | X           | X           | -           | X           | X           | X           | X           | X           | X           | X           | : Or                                                                       | 200 000          |
| Queen Rocks - Label : Parlophone, Hollywood             | - | -           | 7           | N/D         | -           | -           | -           | 16          | -           | -           | 14          | 12          | 16          | 51          | -           | 32          | : Platine : Or : Or                                                        | 1 450 000        |
| Greatest Hits III - Label : Parlophone, Hollywood       | - | -           | 5           | N/D         | 9           | N/D         | 4           | 4           | 7           | 7           | 8           | 5           | 2           | 19          | 77          | 24          | : 2x Platine : Or                                                          | 3 050 000        |
| The Platinum Collection - Label : Parlophone, Hollywood | 6 | 6           | 2           | 2           | 1           | N/D         | 3           | 2           | 3           | 10          | 5           | 5           | 3           | 4           | 4           | 7           | : 5x Platine : 8x Platine : 2x Platine : Platine : 2x Platine              | 8 550 000        |
| The A-Z of Queen, Volume 1 - Label : Hollywood          | - | X           | X           | X           | X           | X           | X           | X           | X           | X           | X           | X           | X           | X           | X           | X           |                                                                            |                  |
| Absolute Greatest - Label : Parlophone, Hollywood       | - | 10          | 3           | 9           | 11          | 20          | 21          | 15          | 22          | 15          | 36          | 23          | 10          | 5           | 18          | 6           | : 2x Platine : Or : Or                                                     | 1 750 000        |
| Deep Cuts, Volume 1 (1973-1976) - Label : Island        | X | X           | 92          | -           | -           | 90          | -           | -           | -           | -           | -           | -           | -           | -           | -           | -           |                                                                            |                  |
| Deep Cuts, Volume 2 (1977-1982) - Label : Island        | X | X           | -           | -           | -           | -           | -           | -           | -           | -           | -           | -           | -           | -           | -           | -           |                                                                            |                  |
| Deep Cuts, Volume 3 (1984-1995) - Label : Island        | X | X           | -           | -           | -           | -           | -           | -           | -           | -           | -           | -           | -           | -           | -           | -           |                                                                            |                  |
| Queen Forever - Label : Island, Hollywood               | 38 | 11          | 5           | 18          | 12          | 8           | 5           | 4           | 8           | 6           | 3           | 7           | 8           | 28          | 35          | 18          | : Or : Or                                                                  | 800 000          |
| Bohemian Rhapsody - Label : Virgin EMI, Hollywood       | 2 | 3           | 3           | 2           | 7           | 2           | 3           | 2           | 3           | 5           | 4           | 8           | 6           | 21          | 1           | 2           | : Or : Or : Platine : 3x Platine : 2x Platine                              | 2 150 000        |
|                                                         | Le sigle « N/D » signifie que les classements ne sont pas disponibles. Le sigle « X » signifie que l'album n'est pas sorti dans ce pays. |             |             |             |             |             |             |             |             |             |             |             |             |             |             |             |                                                                            |                  |

## Singles

### Années 1970
| Année | Single                                  | Classements | Classements               | Classements               | Classements               | Classements               | Classements               | Classements               | Classements               | Classements               | Classements               | Classements               | Classements               | Classements               | Classements               | Classements               | Classements               | Album                |
| Année | Single                                  | É-U | CAN                       | R-U                       | IRL                       | FRA                       | ESP                       | ITA                       | SUI                       | BE/W                      | BE/F                      | P-B                       | ALL                       | AUT                       | SUE                       | AUS                       | N-Z                       | Album                |
| ----- | --------------------------------------- | --- | ------------------------- | ------------------------- | ------------------------- | ------------------------- | ------------------------- | ------------------------- | ------------------------- | ------------------------- | ------------------------- | ------------------------- | ------------------------- | ------------------------- | ------------------------- | ------------------------- | ------------------------- | -------------------- |
| 1973  | Keep Yourself Alive                     | - | -                         | -                         | -                         | -                         | -                         | -                         | -                         | -                         | -                         | -                         | -                         | -                         | -                         | -                         | -                         | Queen                |
| 1974  | Liar                                    | - | -                         | -                         | -                         | X                         | X                         | X                         | X                         | X                         | X                         | X                         | X                         | X                         | X                         | -                         | -                         | Queen                |
| 1974  | Seven Seas of Rhye                      | - | -                         | 10                        | -                         | -                         | -                         | -                         | -                         | -                         | -                         | -                         | -                         | -                         | -                         | -                         | -                         | Queen II             |
| 1974  | Killer Queen / Flick of the Wrist       | 12 | -                         | 2                         | 2                         | -                         | -                         | -                         | -                         | 4                         | 7                         | 3                         | 12                        | 10                        | -                         | 24                        | 3                         | Sheer Heart Attack   |
| 1975  | Now I'm Here                            | X | X                         | 11                        | 14                        | -                         | -                         | -                         | -                         | 29                        | -                         | 25                        | 29                        | -                         | -                         | -                         | -                         | Sheer Heart Attack   |
| 1975  | Bohemian Rhapsody                       | 2 | 3                         | 1                         | 1                         | 15                        | 4                         | 10                        | 4                         | 7                         | 1                         | 1                         | 7                         | 8                         | 18                        | 5                         | 1                         | A Night at the Opera |
| 1976  | You're My Best Friend                   | 16 | 2                         | 7                         | 3                         | -                         | -                         | -                         | -                         | 27                        | 23                        | 6                         | -                         | -                         | -                         | 40                        | -                         | A Night at the Opera |
| 1976  | Somebody to Love                        | 16 | 5                         | 2                         | 6                         | -                         | -                         | 10                        | -                         | 5                         | 2                         | 1                         | 21                        | -                         | -                         | 15                        | -                         | A Day at the Races   |
| 1977  | Tie Your Mother Down                    | 49 | -                         | 31                        | -                         | -                         | -                         | -                         | -                         | 42                        | 18                        | 10                        | -                         | -                         | -                         | 47                        | -                         | A Day at the Races   |
| 1977  | Teo Torriatte (Let Us Cling Together)   | Sorti uniquement au Japon | Sorti uniquement au Japon | Sorti uniquement au Japon | Sorti uniquement au Japon | Sorti uniquement au Japon | Sorti uniquement au Japon | Sorti uniquement au Japon | Sorti uniquement au Japon | Sorti uniquement au Japon | Sorti uniquement au Japon | Sorti uniquement au Japon | Sorti uniquement au Japon | Sorti uniquement au Japon | Sorti uniquement au Japon | Sorti uniquement au Japon | Sorti uniquement au Japon | A Day at the Races   |
| 1977  | Good Old-Fashioned Lover Boy            | X | X                         | 17                        | -                         | X                         | X                         | X                         | X                         | -                         | -                         | -                         | X                         | X                         | X                         | X                         | X                         | A Day at the Races   |
| 1977  | Long Away                               | - | -                         | X                         | X                         | X                         | X                         | X                         | X                         | X                         | X                         | X                         | X                         | X                         | X                         | -                         | -                         | A Day at the Races   |
| 1977  | We Are the Champions / We Will Rock You | 4 | 3                         | 2                         | 3                         | 5                         | 18                        | -                         | -                         | 8                         | 10                        | 2                         | 13                        | 12                        | 14                        | 8                         | 8                         | News of the World    |
| 1978  | Spread Your Wings                       | X | X                         | 34                        | -                         | -                         | -                         | -                         | -                         | N/D                       | -                         | 26                        | 29                        | -                         | -                         | X                         | X                         | News of the World    |
| 1978  | It's Late                               | 74 | -                         | X                         | X                         | X                         | X                         | X                         | X                         | X                         | X                         | X                         | X                         | X                         | X                         | -                         | -                         | News of the World    |
| 1978  | Bicycle Race / Fat Bottomed Girls       | 24 | -                         | 11                        | 10                        | -                         | -                         | -                         | -                         | N/D                       | 15                        | 5                         | 27                        | 21                        | -                         | 25                        | 20                        |                      |
| 1979  | Don't Stop Me Now                       | 86 | -                         | 9                         | 10                        | 68                        | 41                        | 54                        | 52                        | N/D                       | 23                        | 16                        | 35                        | 38                        | 37                        | 53                        | -                         |                      |
| 1979  | Mustapha                                | X | X                         | X                         | X                         | X                         | -                         | X                         | X                         | X                         | X                         | X                         | -                         | -                         | X                         | X                         | X                         |                      |
| 1979  | Jealousy                                | - | -                         | X                         | X                         | X                         | X                         | X                         | X                         | X                         | X                         | X                         | X                         | X                         | X                         | -                         | -                         |                      |
| 1979  | Love of My Life (Live)                  | X | X                         | 63                        | -                         | -                         | -                         | -                         | -                         | N/D                       | -                         | -                         | -                         | -                         | -                         | X                         | X                         | Live Killers         |
| 1979  | We Will Rock You ((Live)                | - | X                         | X                         | X                         | X                         | X                         | X                         | X                         | X                         | X                         | X                         | X                         | X                         | X                         | X                         | X                         | Live Killers         |
| 1979  | Crazy Little Thing Called Love          | 1 | 2                         | 2                         | 2                         | -                         | 19                        | -                         | 5                         | N/D                       | 3                         | 1                         | 13                        | 9                         | -                         | 1                         | 2                         | The Game             |
|       |                                         | Le sigle « N/D » signifie que les classements ne sont pas disponibles. Le sigle « X » signifie que le titre n'est pas sorti en single dans ce pays. |                           |                           |                           |                           |                           |                           |                           |                           |                           |                           |                           |                           |                           |                           |                           |                      |

### Années 1980
| Année | Single                                   | Classements | Classements               | Classements               | Classements               | Classements               | Classements               | Classements               | Classements               | Classements               | Classements               | Classements               | Classements               | Classements               | Classements               | Classements               | Classements               | Album           |
| Année | Single                                   | É-U | CAN                       | R-U                       | IRL                       | FRA                       | ESP                       | ITA                       | SUI                       | BE/W                      | BE/F                      | P-B                       | ALL                       | AUT                       | SUE                       | AUS                       | N-Z                       | Album           |
| ----- | ---------------------------------------- | --- | ------------------------- | ------------------------- | ------------------------- | ------------------------- | ------------------------- | ------------------------- | ------------------------- | ------------------------- | ------------------------- | ------------------------- | ------------------------- | ------------------------- | ------------------------- | ------------------------- | ------------------------- | --------------- |
| 1980  | Save Me                                  | X | -                         | 11                        | 8                         | -                         | -                         | -                         | -                         | N/D                       | 13                        | 6                         | 42                        | -                         | -                         | -                         | -                         | The Game        |
| 1980  | Play the Game                            | 42 | 22                        | 14                        | 9                         | -                         | 21                        | -                         | 8                         | N/D                       | 25                        | 10                        | 40                        | -                         | -                         | -                         | -                         | The Game        |
| 1980  | Another One Bites the Dust               | 1 | 1                         | 7                         | 4                         | 48                        | 1                         | 10                        | 8                         | N/D                       | 9                         | 11                        | 6                         | 6                         | 12                        | 5                         | 2                         | The Game        |
| 1980  | Need Your Loving Tonight                 | 44 | -                         | X                         | X                         | X                         | X                         | X                         | X                         | X                         | X                         | X                         | X                         | X                         | X                         | -                         | -                         | The Game        |
| 1980  | Flash                                    | 42 | 24                        | 10                        | 10                        | 15                        | 24                        | 14                        | -                         | N/D                       | 19                        | 13                        | 3                         | 1                         | 17                        | 16                        | 32                        | Flash Gordon    |
| 1981  | Under Pressure (avec David Bowie)        | 29 | 3                         | 1                         | 2                         | 20                        | 11                        | 20                        | 10                        | N/D                       | 5                         | 1                         | 21                        | 10                        | 10                        | 6                         | 6                         | Hot Space       |
| 1982  | Body Language                            | 11 | 3                         | 25                        | 13                        | -                         | 7                         | 13                        | -                         | N/D                       | 17                        | 4                         | 27                        | 11                        | 10                        | 23                        | 19                        | Hot Space       |
| 1982  | Las Palabras de Amor (The Words of Love) | X | X                         | 17                        | 10                        | -                         | -                         | -                         | 13                        | N/D                       | 26                        | 18                        | 68                        | -                         | -                         | X                         | X                         | Hot Space       |
| 1982  | Calling All Girls                        | 60 | -                         | X                         | X                         | X                         | X                         | X                         | X                         | X                         | X                         | X                         | X                         | X                         | X                         | -                         | -                         | Hot Space       |
| 1982  | Staying Power                            | Sorti uniquement au Japon | Sorti uniquement au Japon | Sorti uniquement au Japon | Sorti uniquement au Japon | Sorti uniquement au Japon | Sorti uniquement au Japon | Sorti uniquement au Japon | Sorti uniquement au Japon | Sorti uniquement au Japon | Sorti uniquement au Japon | Sorti uniquement au Japon | Sorti uniquement au Japon | Sorti uniquement au Japon | Sorti uniquement au Japon | Sorti uniquement au Japon | Sorti uniquement au Japon | Hot Space       |
| 1982  | Back Chat                                | - | -                         | 40                        | 19                        | -                         | -                         | -                         | -                         | N/D                       | -                         | -                         | 69                        | -                         | -                         | -                         | -                         | Hot Space       |
| 1984  | Radio Ga Ga                              | 16 | 11                        | 2                         | 1                         | -                         | 6                         | 1                         | 3                         | N/D                       | 1                         | 2                         | 2                         | 2                         | 1                         | 2                         | 4                         | The Works       |
| 1984  | I Want to Break Free                     | 45 | 26                        | 3                         | 2                         | 9                         | 5                         | -                         | 2                         | N/D                       | 1                         | 1                         | 4                         | 1                         | -                         | 8                         | 6                         | The Works       |
| 1984  | It's a Hard Life                         | 72 | -                         | 6                         | 2                         | -                         | -                         | -                         | -                         | N/D                       | 31                        | 20                        | 26                        | -                         | -                         | 65                        | 30                        | The Works       |
| 1984  | Hammer to Fall                           | - | -                         | 13                        | 10                        | -                         | -                         | -                         | -                         | N/D                       | -                         | -                         | -                         | -                         | -                         | 55                        | -                         | The Works       |
| 1984  | Thank God It's Christmas                 | - | -                         | 21                        | 8                         | 69                        | -                         | 68                        | 22                        | N/D                       | 11                        | 19                        | 8                         | 15                        | -                         | 80                        | -                         |                 |
| 1985  | One Vision                               | 61 | 76                        | 7                         | 5                         | 76                        | -                         | -                         | 24                        | N/D                       | 28                        | 21                        | 26                        | -                         | -                         | 35                        | -                         | A Kind of Magic |
| 1986  | A Kind of Magic                          | 42 | 64                        | 3                         | 4                         | 5                         | 8                         | -                         | 4                         | N/D                       | 4                         | 5                         | 6                         | 12                        | -                         | 25                        | 23                        | A Kind of Magic |
| 1986  | Princes of the Universe                  | - | -                         | X                         | X                         | X                         | X                         | X                         | X                         | X                         | X                         | 45                        | X                         | X                         | X                         | 32                        | -                         | A Kind of Magic |
| 1986  | Friends Will Be Friends                  | X | X                         | 14                        | 4                         | -                         | -                         | -                         | 19                        | N/D                       | 18                        | 16                        | 20                        | -                         | -                         | -                         | 50                        | A Kind of Magic |
| 1986  | Pain Is So Close to Pleasure             | - | -                         | X                         | X                         | X                         | X                         | X                         | X                         | N/D                       | 27                        | 43                        | 57                        | -                         | -                         | -                         | -                         | A Kind of Magic |
| 1986  | Who Wants to Live Forever                | X | X                         | 24                        | 15                        | -                         | -                         | -                         | -                         | N/D                       | 44                        | 6                         | 52                        | -                         | -                         | -                         | -                         | A Kind of Magic |
| 1986  | One Year of Love                         | X | X                         | X                         | X                         | -                         | -                         | X                         | X                         | X                         | X                         | X                         | X                         | X                         | X                         | X                         | X                         | A Kind of Magic |
| 1989  | I Want It All                            | 50 | 32                        | 3                         | 3                         | -                         | 12                        | 7                         | 8                         | N/D                       | 10                        | 2                         | 9                         | 11                        | 14                        | 10                        | 3                         | The Miracle     |
| 1989  | Breakthru                                | - | -                         | 7                         | 6                         | -                         | -                         | 15                        | 28                        | N/D                       | 10                        | 6                         | 24                        | -                         | -                         | 45                        | 45                        | The Miracle     |
| 1989  | The Invisible Man                        | X | X                         | 12                        | 10                        | -                         | -                         | 14                        | 30                        | N/D                       | 13                        | 6                         | 31                        | -                         | -                         | -                         | 15                        | The Miracle     |
| 1989  | Scandal                                  | - | -                         | 25                        | 14                        | -                         | -                         | -                         | -                         | N/D                       | 29                        | 12                        | -                         | -                         | -                         | -                         | -                         | The Miracle     |
| 1989  | The Miracle                              | X | X                         | 21                        | 23                        | -                         | -                         | -                         | -                         | N/D                       | 28                        | 16                        | 78                        | -                         | -                         | -                         | -                         | The Miracle     |
|       |                                          | Le sigle « N/D » signifie que les classements ne sont pas disponibles. Le sigle « X » signifie que le titre n'est pas sorti en single dans ce pays. |                           |                           |                           |                           |                           |                           |                           |                           |                           |                           |                           |                           |                           |                           |                           |                 |

### Années 1990
| Année | Single                                                      | Classements | Classements               | Classements               | Classements               | Classements               | Classements               | Classements               | Classements               | Classements               | Classements               | Classements               | Classements               | Classements               | Classements               | Classements               | Classements               | Album               |
| Année | Single                                                      | É-U | CAN                       | R-U                       | IRL                       | FRA                       | ESP                       | ITA                       | SUI                       | BE/W                      | BE/F                      | P-B                       | ALL                       | AUT                       | SUE                       | AUS                       | N-Z                       | Album               |
| ----- | ----------------------------------------------------------- | --- | ------------------------- | ------------------------- | ------------------------- | ------------------------- | ------------------------- | ------------------------- | ------------------------- | ------------------------- | ------------------------- | ------------------------- | ------------------------- | ------------------------- | ------------------------- | ------------------------- | ------------------------- | ------------------- |
| 1991  | Innuendo                                                    | X | X                         | 1                         | 4                         | -                         | 6                         | 6                         | 3                         | N/D                       | 8                         | 4                         | 5                         | 12                        | -                         | 28                        | 10                        | Innuendo            |
| 1991  | I'm Going Slightly Mad                                      | X | X                         | 22                        | 19                        | -                         | -                         | -                         | -                         | N/D                       | 39                        | 20                        | 42                        | -                         | -                         | -                         | -                         | Innuendo            |
| 1991  | Headlong                                                    | - | 16                        | 14                        | 25                        | -                         | -                         | -                         | -                         | N/D                       | -                         | 43                        | -                         | -                         | -                         | -                         | -                         | Innuendo            |
| 1991  | These Are the Days of Our Lives                             | - | X                         | X                         | X                         | X                         | X                         | X                         | X                         | X                         | X                         | X                         | X                         | X                         | X                         | X                         | X                         | Innuendo            |
| 1991  | The Show Must Go On                                         | X | X                         | 16                        | 17                        | 2                         | -                         | 5                         | 11                        | N/D                       | 22                        | 6                         | 7                         | -                         | 30                        | 75                        | 20                        | Innuendo            |
| 1992  | We Will Rock You (Live)                                     | - | -                         | X                         | X                         | -                         | X                         | X                         | X                         | N/D                       | -                         | 9                         | X                         | X                         | X                         | X                         | X                         | Live at Wembley '86 |
| 1993  | Somebody to Love (Live) (avec George Michael)               | 30 | 13                        | 1                         | 1                         | 16                        | 1                         | 9                         | -                         | N/D                       | 8                         | 6                         | 21                        | 15                        | -                         | 19                        | 8                         | Five Live           |
| 1995  | Heaven for Everyone                                         | - | -                         | 2                         | 7                         | 8                         | -                         | 4                         | 9                         | 4                         | 8                         | 2                         | 15                        | 4                         | 29                        | 15                        | 25                        | Made in Heaven      |
| 1995  | A Winter's Tale                                             | X | X                         | 6                         | 23                        | -                         | -                         | 19                        | 28                        | 34                        | 33                        | 16                        | 62                        | 23                        | -                         | 71                        | -                         | Made in Heaven      |
| 1996  | I Was Born to Love You                                      | Sorti uniquement au Japon | Sorti uniquement au Japon | Sorti uniquement au Japon | Sorti uniquement au Japon | Sorti uniquement au Japon | Sorti uniquement au Japon | Sorti uniquement au Japon | Sorti uniquement au Japon | Sorti uniquement au Japon | Sorti uniquement au Japon | Sorti uniquement au Japon | Sorti uniquement au Japon | Sorti uniquement au Japon | Sorti uniquement au Japon | Sorti uniquement au Japon | Sorti uniquement au Japon | Made in Heaven      |
| 1996  | Too Much Love Will Kill You                                 | - | 19                        | 15                        | 28                        | -                         | -                         | -                         | -                         | -                         | -                         | -                         | -                         | -                         | -                         | X                         | X                         | Made in Heaven      |
| 1996  | Let Me Live                                                 | X | X                         | 9                         | -                         | -                         | -                         | -                         | -                         | -                         | -                         | 28                        | 67                        | -                         | -                         | X                         | X                         | Made in Heaven      |
| 1996  | You Don't Fool Me                                           | - | -                         | 17                        | 23                        | 14                        | -                         | 24                        | 27                        | 14                        | 13                        | 22                        | 26                        | 23                        | 52                        | -                         | -                         | Made in Heaven      |
| 1997  | No-One but You (Only the Good Die Young)                    | X | X                         | 13                        | -                         | -                         | -                         | 18                        | -                         | -                         | -                         | 33                        | 75                        | -                         | -                         | X                         | X                         | Queen Rocks         |
| 1998  | Another One Bites the Dust (avec Wyclef Jean, Pras et Free) | - | -                         | 5                         | 11                        | 62                        | -                         | 17                        | 35                        | 29                        | 13                        | 21                        | 46                        | 23                        | 50                        | -                         | 9                         | Greatest Hits III   |
| 1999  | Under Pressure (Rah Mix) (avec David Bowie)                 | X | X                         | 14                        | -                         | -                         | -                         | 7                         | -                         | -                         | -                         | 21                        | -                         | -                         | -                         | X                         | X                         | Greatest Hits III   |
|       |                                                             | Le sigle « N/D » signifie que les classements ne sont pas disponibles. Le sigle « X » signifie que le titre n'est pas sorti en single dans ce pays. |                           |                           |                           |                           |                           |                           |                           |                           |                           |                           |                           |                           |                           |                           |                           |                     |

### Années 2000
| Année | Single                                              | Classements                                                                  | Classements | Classements | Classements | Classements | Classements | Classements | Classements | Classements | Classements | Classements | Classements | Classements | Classements | Classements | Classements | Album                   |
| Année | Single                                              | É-U                                                                          | CAN         | R-U         | IRL         | FRA         | ESP         | ITA         | SUI         | BE/W        | BE/F        | P-B         | ALL         | AUT         | SUE         | AUS         | N-Z         | Album                   |
| ----- | --------------------------------------------------- | ---------------------------------------------------------------------------- | ----------- | ----------- | ----------- | ----------- | ----------- | ----------- | ----------- | ----------- | ----------- | ----------- | ----------- | ----------- | ----------- | ----------- | ----------- | ----------------------- |
| 2000  | We Will Rock You (avec 5ive)                        | X                                                                            | X           | 1           | 6           | -           | -           | 35          | 18          | -           | 17          | 15          | 8           | 2           | 35          | 3           | 29          |                         |
| 2003  | Flash (avec Vanguard)                               | X                                                                            | X           | 15          | -           | -           | -           | -           | -           | -           | -           | 17          | 44          | -           | -           | 95          | -           |                         |
| 2005  | Reaching Out (Queen + Paul Rodgers)                 | -                                                                            | -           | -           | -           | -           | -           | 21          | -           | -           | -           | 27          | -           | -           | -           | -           | -           | Return of the Champions |
| 2006  | Another One Bites the Dust (avec The Miami Project) | -                                                                            | -           | 31          | -           | -           | 9           | 46          | 78          | -           | -           | 49          | 88          | 72          | -           | -           | -           |                         |
| 2007  | Say It's Not True (Queen + Paul Rodgers)            | -                                                                            | -           | 90          | -           | 75          | -           | 4           | -           | -           | -           | 62          | 82          | -           | -           | -           | -           | The Cosmos Rocks        |
| 2008  | C-lebrity (Queen + Paul Rodgers)                    | -                                                                            | -           | 33          | -           | 96          | -           | 7           | -           | -           | -           | 50          | 67          | -           | -           | -           | -           | The Cosmos Rocks        |
| 2009  | Bohemian Rhapsody (avec The Muppets)                | -                                                                            | -           | 32          | -           | -           | -           | -           | -           | -           | -           | -           | -           | -           | -           | -           | -           |                         |
|       |                                                     | Le sigle « X » signifie que le titre n'est pas sorti en single dans ce pays. |             |             |             |             |             |             |             |             |             |             |             |             |             |             |             |                         |

### Années 2010
| Année | Single                                          | Classements | Classements | Classements | Classements | Classements | Classements | Classements | Classements | Classements | Classements | Classements | Classements | Classements | Classements | Classements | Classements | Album         |
| Année | Single                                          | É-U         | CAN         | R-U         | IRL         | FRA         | ESP         | ITA         | SUI         | BE/W        | BE/F        | P-B         | ALL         | AUT         | SUE         | AUS         | N-Z         | Album         |
| ----- | ----------------------------------------------- | ----------- | ----------- | ----------- | ----------- | ----------- | ----------- | ----------- | ----------- | ----------- | ----------- | ----------- | ----------- | ----------- | ----------- | ----------- | ----------- | ------------- |
| 2012  | We Will Rock You Von Lichten (avec Von Lichten) | -           | -           | -           | -           | -           | -           | -           | -           | -           | -           | -           | -           | -           | -           | -           | -           |               |
| 2014  | Let Me in Your Heart Again (William Orbit Mix)  | -           | -           | -           | -           | 133         | 24          | 48          | -           | -           | -           | -           | -           | -           | -           | -           | -           | Queen Forever |
| 2014  | There Must Be More to Life Than This            | -           | -           | -           | -           | -           | -           | -           | -           | -           | -           | -           | -           | -           | -           | -           | -           | Queen Forever |

### Années 2020
| Année | Single                                       | Classements | Classements | Classements | Classements | Classements | Classements | Classements | Classements | Classements | Classements | Classements | Classements | Classements | Classements | Classements | Classements | Album                           |
| Année | Single                                       | É-U         | CAN         | R-U         | IRL         | FRA         | ESP         | ITA         | SUI         | BE/W        | BE/F        | P-B         | ALL         | AUT         | SUE         | AUS         | N-Z         | Album                           |
| ----- | -------------------------------------------- | ----------- | ----------- | ----------- | ----------- | ----------- | ----------- | ----------- | ----------- | ----------- | ----------- | ----------- | ----------- | ----------- | ----------- | ----------- | ----------- | ------------------------------- |
| 2020  | You Are the Champions (Queen + Adam Lambert) | -           | -           | 95          | -           | -           | -           | -           | -           | -           | -           | -           | -           | -           | -           | -           | -           |                                 |
| 2022  | Face it Alone                                | -           | -           | 90          | -           | -           | -           | -           | 26          | 45          | -           | -           | -           | -           | -           | -           | -           | The Miracle (édition collector) |